# Stanislao Cordero di Pamparato

Stemma Cordero

Stanislao Cordero di Pamparato (Mondovì, 10 luglio 1797 – Torino, 8 marzo 1863) è stato un militare e politico italiano. Apparteneva alla stirpe dei Cordero di Pamparato.